# هربرت ويليام كون
هربرت ويليام كون (بالإنجليزية: Herbert William Conn) هو طبيب وعالم نبات أمريكي، ولد في 10 يناير 1859 في فيتشبورغ في الولايات المتحدة، وتوفي في 18 أبريل 1917 في ميدلتاون في الولايات المتحدة بسبب نوبة قلبية.